# Alburnus mentoides
Az Alburnus mentoides a sugarasúszójú halak (Actinopterygii) osztályának pontyalakúak (Cypriniformes) rendjébe, ezen belül a pontyfélék (Cyprinidae) családjába tartozó faj.

## Rendszerezés
Korábban az Alburnus chalcoides alfajának tekintették.

## Előfordulása
Ukrajnában, a Krím-félszigeten található Szalhir-folyóban él.

## Megjelenése
Ez a halfaj legfeljebb 13 centiméter hosszú.

## Életmódja
A folyók középső és alsó szakaszaiban él; a felszín közelében tartózkodik. Tápláléka állati plankton és rovarlárvák.
Legfeljebb 5 évig él.

## Szaporodása
Íváskor a sebes folyású patakokba vándorol, ahol a kavicsok közé rakja le az ikráit.